# Live à la Dolce Vita
Albums de Jad Wio
Cellar Dreams
(1986) Contact
(1989)
Live à la Dolce Vita est un album live "semi-officiel" du groupe de rock français Jad Wio.
Sorti en 1986 sous le label suisse Underground Records, il s'agit d'un mini-album live de sept titres, enregistré dans le cadre de la salle Dolce Vita à Lausanne le 7 décembre 1985. Ingénieur du son : GueGue.

## Titres
- Face A

1. Taïba
2. Wsd (Walk in the Sky With Diamonds)
3. Colors in My Dream

- Face B

1. Rythm'box bunny
2. The ballad of Candy Valentine
3. Cellar Dance
4. Young Girl